# لشکر ۱ استرالیا
لشکر ۱ استرالیا (انگلیسی: 1st Division) لشکر پیاده‌نظام نیروی زمینی استرالیا است، که در سال ۱۹۱۴ تأسیس شد. ستاد فرماندهی لشکر ۱ استرالیا در شهر بریزبن قرار دارد.
مقر لشکر ۱ در پادگان انوگرا در بریزبن قرار دارد. این لشکر برای اولین بار در سال ۱۹۱۴ برای خدمت در طول جنگ جهانی اول به عنوان بخشی از نیروی امپراتوری استرالیا تشکیل شد. در ابتدا بخشی از سپاه نیروی زمینی استرالیا و نیوزیلند بود و در طول نبرد گالیپولی حضور داشت، قبل از اینکه در جبهه غربی خدمت کند. پس از جنگ، این لشکر به یک واحد پاره وقت مستقر در نیو ساوت ولز تبدیل شد. در طول جنگ جهانی دوم، وظایف دفاعی را در استرالیا بر عهده گرفت. این لشکر در سال ۱۹۴۵ منحل شد.
پس از جنگ جهانی دوم، این لشکر تا دهه ۱۹۶۰ از دستور نبرد ارتش استرالیا خارج ماند، زمانی که در نیو ساوت ولز سازماندهی مجدد شد. در سال ۱۹۶۵، نقش صدور گواهینامه را بر عهده گرفت و آمادگی عملیاتی واحدهای اعزامی به ویتنام را بازرسی و کنترل می‌کرد. این لشکر در سال ۱۹۷۳ به عنوان یک لشکر کامل مستقر در کوئینزلند دوباره سازماندهی شد و در دهه‌های پس از آن، تشکیلات اصلی ارتش استرالیا، شامل پرسنل عادی و ذخیره را تشکیل داد. در طول این دوره، واحدهای تشکیل‌دهنده این لشکر عملیات‌های متعددی را انجام دادند که عمدتاً بر حفظ صلح در آفریقا، آسیا و خاورمیانه متمرکز بود.
پس از بازسازی ارتش استرالیا تحت ابتکار «ارتش تطبیقی»، لشکر اول دیگر هیچ واحد رزمی به آن اختصاص داده نشد، اگرچه گردان دوم، هنگ سلطنتی استرالیا در اواخر سال ۲۰۱۷ به یک واحد فرماندهی مستقیم تبدیل شد. امروزه این لشکر وظیفه هماهنگی فعالیت‌های آموزشی سطح بالای ارتش و حفظ «ستاد نیروهای مشترک قابل استقرار» را بر عهده دارد. در صورتی که ارتش استرالیا یک عملیات زمینی گسترده انجام دهد، این لشکر واحدهای رزمی بیشتری را به خود اختصاص خواهد داد و فرماندهی تمام دارایی‌های مستقر از جمله نیروی دریایی سلطنتی استرالیا و نیروی هوایی سلطنتی استرالیا را بر عهده خواهد گرفت.